# Tenango del Valle
Tenango del Valle là một đô thị thuộc bang México, México. Năm 2005, dân số của đô thị này là 68669 người.